# Лядорудз (Конінський повіт)
Лядорудз (пол. Ladorudz) — село в Польщі, у гміні Кшимув Конінського повіту Великопольського воєводства.
Населення — 51 особа (2011).
У 1975-1998 роках село належало до Конінського воєводства.

## Демографія
Демографічна структура станом на 31 березня 2011 року:
|          | Загалом | Допрацездатний вік | Працездатний вік | Постпрацездатний вік |
| -------- | ------- | ------------------ | ---------------- | -------------------- |
| Чоловіки | 28      | 7                  | 19               | 2                    |
| Жінки    | 23      | 5                  | 12               | 6                    |
| Разом    | 51      | 12                 | 31               | 8                    |